# Präsidentschaftswahl in Senegal 1988
Die Präsidentschaftswahl in Senegal 1988 fand am 28. Februar statt. Am selben Tag wurde auch die Nationalversammlung gewählt.
Der Amtsinhaber Abdou Diouf hatte die absolute Mehrheit der abgegebenen gültigen Stimmen erzielt und war somit im ersten Wahlgang zum Präsidenten der Republik wiedergewählt worden.
Noch vor Verkündung der amtlichen Endergebnisse der Wahlen brachen in Dakar gewalttätige Unruhen aus.
Einige Oppositionsführer hatten ihre Aktivisten dazu aufgerufen, das Innenministerium zu stürmen, um Wahlbetrug erforderlichenfalls mit Gewalt zu verhindern. Dies führte am 29. Februar 1988 zur Ausrufung des Ausnahmezustands (État d’urgence), um die öffentliche Ordnung mit Hilfe der Armee wiederherzustellen.
Die Amtsperiode begann am 2. April 1988.

## Verfahren
Nach der Verfassung Senegals wird der Präsident der Republik in allgemeiner direkter Wahl und mit der absoluten Mehrheit der abgegebenen Stimmen gewählt. Die Amtszeit beträgt fünf Jahre. Ein Kandidat muss im Besitz aller bürgerlichen und politischen Rechte sein.

## Kandidaten
Als Kandidaten traten vier Bewerber an, neben dem Amtsinhaber Abdou Diouf als Kandidat der Parti Socialiste (PS) namentlich der Oppositionsführer Abdoulaye Wade als Kandidat der Parti Démocratique Sénégalais (PDS).

## Ergebnis
| Kandidaten                         | Parteien                                                      | Stimmen   | %    |
| ---------------------------------- | ------------------------------------------------------------- | --------- | ---- |
| Abdou Diouf                        | Parti Socialiste                                              | 828.301   | 73,2 |
| Abdoulaye Wade                     | Parti Démocratique Sénégalais                                 | 291.869   | 25,8 |
| Babacar Niang                      | Parti pour la libération du peuple                            | 8.449     | 0,7  |
| Landing Savané                     | And-Jëf/Mouvement révolutionnaire pour la démocratie nouvelle | 2.849     | 0,3  |
| Gesamt                             | Gesamt                                                        | 1.131.468 | 100  |
|                                    |                                                               |           |      |
| Ungültige Stimmen                  | Ungültige Stimmen                                             | 4.033     | 0,4  |
| Wähler                             | Wähler                                                        | 1.135.501 | 58,8 |
| Wahlberechtigte                    | Wahlberechtigte                                               | 1.932.265 |      |
|                                    |                                                               |           |      |
| Quelle: African Elections Database |                                                               |           |      |